# Aladinova čudežna svetilka
Aladinova čudežna svetilka je slovenska pravljica, ki jo je napisala Svetlana Makarovič po pravljici iz Tisoč in ene noči, ilustriral in opremil pa jo je Tomaž Kržišnik. Izšla je leta 1974 pri založbi Mladinska knjiga.

## Vsebina
Čarovnik Hu je prišel na Kitajsko, da bi našel zaklad in svetilko, ki je pripadala dečku Aladinu. Aladina je zvabil do travnika, na katerem je bil rov s kamnitim pokrovom. Hu mu je naročil, naj gre v rov in mu prinese svetilko. Aladin je v rovu videl ogromno bleščečega in dragega kamenja. V žepe si je natlačil kamenje, si svetilko obesil okrog vratu in se vrnil proti izhodu. Ker pa je bil Aladin tako obložen z dragulji in s svetilko, se je zagozdil v rovu in ni mogel ne naprej ne nazaj. Ko je Hu videl, da mu ne more vzeti svetilke, je jezen odšel nazaj v Afriko, Aladina pa je pustil v rovu. Aladin je nameraval prižgati svetilko, ko pa je podrgnil po njej, se je pred njim prikazal duh. Aladinu je povedal, da mu lahko izpolni vsako željo. Aladin si je zaželel, da bi prišel na travnik in čez nekaj trenutkov se je že znašel na travniku. Tekel je domov k mami in zdaj, ko je imel Aladin svetilko iz katere je prihajal duh in mu izpolnjeval želje, se je začelo drugačno – boljše življenje. 
Ko je Aladin odrasel, se je zaljubil v cesarjevo hčerko Budur. Mamo je prepričal, da je k cesarju nesla dragulje in ga prosila, naj dovoli, da se princeska Budur poroči z Aladinom. Cesar je rekel, da bo dovolil poroko, če mu Aladin do naslednjega jutra na cesarjevem polju sezida najlepši grad. Aladin je duhu naročil, naj sezida grad. Zjutraj je sredi polja stal prekrasen grad, nad katerim je bila navdušena tudi princeska Budur. Ko je Budur videla Aladina, se je v hipu zaljubila vanj. Ko je grad videl še cesar, je brez oklevanja dovolil poroko. Po razkošni svatbi sta se Budur in Aladin naselila v novem gradu. Aladinova svetilka, v kateri je spal duh, pa je visela nad njuno posteljo. 
V Afriki je čarovnik Hu gledal v svojo čarovniško kroglo in videl, kako dobro se godi Aladinu. Vrnil se je na Kitajsko. Kupil je nekaj novih svetilk in opazoval, kdaj bo Aladin šel od doma. Ko Aladina ni bilo doma, je Hu prišel bližje h gradu in začel vpiti, da zamenja nove svetilke za stare. Princeska Budur ga je slišala in se spomnila stare svetilke, ki visi nad posteljo. Odnesla jo je čarovniku, ta pa jo je pograbil podrgnil po njej. Duhu je ukazal, naj prenese njega, Budur in grad v Afriko. Duh ga je še enkrat vprašal, kam naj jih prenese in Hu je ves besen zakričal, da v Afriko. Ta klic je slišal Aladin, toda ko je prihitel do polja, so čarovnik Hu, Budur in grad že izginili. Aladin je na konju oddirjal proti Afriki. Našel je grad in na oknu opazil žalostno Budur. Čarovnika ni bilo doma, zato ji je Aladin naročil, naj Huju v vino nameša uspavalni prašek. Ko se je Hu vrnil je najprej povečerjal, nato pa spil vino, v katerem je bil raztopljen uspavalni prašek. Takoj za tem je čarovnik Hu zaspal in takrat je izza zavese skočil Aladin in čarovniku odsekal glavo. Aladin je podrgnil po svetilki in duhu naročil, naj jih prenese nazaj na cesarjevo polje. V trenutku je grad stal na starem mestu. H gradu sta pritekla cesar in Aladinova mama, za njima pa še meščani vsega mesta. Priredili so veselico, na kateri se je jedlo, pilo, vriskalo in rajalo.

## Liki
Glavna književna oseba je pogumni deček Aladin, kateremu pripada čudežna svetilka.

Stranske književne osebe so: hudobni čarovnik Hu, Cesar, cesarjeva hčerka Budur in duh.

## Analiza pravljice
Delo Aladinova čudežna svetilka je napisana po pravljici iz Tisoč in ene noči. 
Dogajalni prostor je bogato mesto na Kitajskem, kjer je živel Aladin s svojo mamo. Malo ven iz mesta je travnik, na katerem je kamniti pokrov z bronastim ročajem; pod pokrovom pa je rov, na koncu katerega je svetilka. Prekrasen grad je stal v mestu,  na cesarskem polju. V Afriki pa je živel čarovnik Hu. 
Čas dogajanja ni točno določen. 
Pravljica vsebuje tudi »čarobni predmet« – tj. stara čudežna svetilka, iz katere pride duh, ki uresničuje želje tistemu, ki podrgne svetilko.